# Хилседе
Хилседе (њем. Hülsede) општина је у њемачкој савезној држави Доња Саксонија. Једно је од 38 општинских средишта округа Шаумбург. Према процјени из 2010. у општини је живјело 1.035 становника. Посједује регионалну шифру (AGS) 3257017.

## Географски и демографски подаци
Хилседе се налази у савезној држави Доња Саксонија у округу Шаумбург. Општина се налази на надморској висини од 103 метра. Површина општине износи 15,8 km². У самом мјесту је, према процјени из 2010. године, живјело 1.035 становника. Просјечна густина становништва износи 65 становника/km².